# ჲ
Das Hye (ჲ) war ein Buchstabe des georgischen Alphabets, der heute nicht mehr verwendet wird. Der Buchstabe stellte den Laut [⁠j⁠] dar.
Im Mchedruli-Alphabet wurde nur noch das ჲ verwendet. Im historischen Chutsuri-Alphabet gab es noch den Großbuchstaben Ⴢ; das kleingeschriebene Pendant dazu war das ⴢ.
Es war dem Zahlenwert 60 zugeordnet.

## Zeichenkodierung
Das Hye ist in Unicode an den Codepunkten U+10F2 (Mchedruli) bzw. U+10C2 (Chutsuri-Großbuchstabe) und U+2D22 (Chutsuri-Kleinbuchstabe) zu finden.